# Metaphidippus comptus
Metaphidippus comptus är en spindelart som först beskrevs av Banks 1909.  Metaphidippus comptus ingår i släktet Metaphidippus och familjen hoppspindlar. Inga underarter finns listade i Catalogue of Life.